# Avanie et Framboise
Avanie et Framboise (ou Framboise) est le titre d'une chanson écrite et interprétée en 1960 par l'auteur-compositeur-interprète Boby Lapointe.

## Paroles
Le texte de la chanson est écrit à la première personne du singulier, celle d'un militaire du contingent, posté dans le département de Maine-et-Loire. Il y rencontre Françoise, une jeune serveuse originaire d'Antibes et surnommée Framboise, « une idée de l'adjudant, qui en avait très peu, pourtant ». Celle-ci, qui trouve sa poitrine trop petite, a recours à la mammoplastie pour en augmenter la taille, mais rejette après cela les avances du narrateur qui ne parvient donc pas à voir sa nouvelle anatomie.

## Histoire
Boby Lapointe chante Avanie et Framboise dans le film de François Truffaut Tirez sur le pianiste (avec Charles Aznavour et Marie Dubois), sorti en 1960.
À propos de cette séquence, François Truffaut déclare : « Sur le point de commencer un film, Tirez sur le pianiste (…) je demandai à Boby Lapointe de venir chanter Framboise devant la caméra. On ne pratiquait guère le play-back à cette époque et, du reste, je crois bien que Boby n’avait pas encore enregistré de disque. Il joua et chanta donc « en direct » (…), solidement planté sur ses jambes, inclinant le torse en mesure, la tête ballottant de gauche et de droite au rythme de la musique, le visage restant complètement sérieux avec une sorte de tristesse acharnée dans le regard. Mon producteur, Pierre Braunberger, n’aimait pas cette scène de Boby chantant Framboise et il me disait : « On ne comprend pas les paroles, il faut couper la chanson. Votre chanteur doit apprendre à articuler ou alors il faut le sous-titrer ! » Je pris cette observation au pied de la lettre et je fis faire un sous-titrage, chaque vers de la chanson apparaissant au bas de l’image, syllabe par syllabe, dans un synchronisme parfait. »
La même année, sous le titre Framboise, la chanson sort en super 45 tours ; on la retrouve en 1961 sur le 33 tours 25 cm Sacré Boby Lapointe et en 1969, sur l'album de compilation Avanie et Framboise,.

## Reprises
- Framboise  est reprise, en 2000, par le groupe vocal a capella Les Grandes Gueules, sur l'album Boby Groove.

- En 2002, Rachel des Bois la reprend sur l'album Boby Tutti Frutti - L'hommage Délicieux à Boby Lapointe (2002)[6], à l'occasion du trentième anniversaire de la mort du chanteur.